# Pankow
Pankow er det tredje af Berlins tolv distrikter (tysk: Bezirke). Det udgøres af bydelene (tysk: Ortsteile) Prenzlauer Berg, Weißensee, Blankenburg, Heinersdorf, Karow, Stadtrandsiedlung Malchow, Pankow, Blankenfelde, Buch, Französisch Buchholz, Niederschönhausen, Rosenthal og Wilhelmsruh.
Med et areal på 103 km2 og et befolkningstal på 409.335 (2020) er Pankow det henholdsvis næststørste og folkerigeste distrikt i Berlin. Med 3.974 indbyggere pr. km2 har distriktet byens femtelaveste befolkningstæthedsgrad.
Distriktets lokale borgerrepræsentation (tysk: Bezirksverordnetenversammlung) domineres af partiet Die Linke med 13 ud af 55 pladser. Siden 2016 har Sören Benn (Die Linke) været Pankows distriktsborgmester (tysk: Bezirksbürgmeister). Han udgør sammen med fire øvrige forvaltere (tysk: Bezirksstadträte), valgt af Pankows borgerrepræsentation, distriktets daglige ledelse (tysk: Bezirksamt).
Pankow blev grundlagt omkring 1230 og opkaldt efter åen Panke; et slavisk navn, der betyder "klynge" eller "knop". Gaden Majakowskiring i Niederschönhausen var fra 1945 til 1960 hjemsted for mange medlemmer af den østtyske regering. Vestlige forfattere brugte ofte  Pankow som synonym for det østtyske regime.
Tysklands største synagoge, Synagoge Rykestraße, ligger i Prenzlauer Berg. I Pankow ligger også Carl von Ossietzky og hans kone Maud begravet.

## Pankows bydele
Pankow er inddelt i følgende bydele:
| Bydele                         | Areal (km2) | Befolkningstal 31. december 2020 | Befolkningstæthed pr. km2 |
| ------------------------------ | ----------- | -------------------------------- | ------------------------- |
| 0301 Prenzlauer Berg           | 11,00       | 165.055                          | 15.005                    |
| 0302 Weißensee                 | 7,93        | 54.755                           | 6.905                     |
| 0303 Blankenburg               | 6,03        | 6.913                            | 1.146                     |
| 0304 Heinersdorf               | 3,95        | 7.779                            | 1.969                     |
| 0305 Karow                     | 6,65        | 19.694                           | 2.962                     |
| 0306 Stadtrandsiedlung Malchow | 5,68        | 1.120                            | 197                       |
| 0307 Pankow                    | 5,66        | 65.375                           | 11.550                    |
| 0308 Blankenfelde              | 13,40       | 2.058                            | 154                       |
| 0309 Buch                      | 18,20       | 16.473                           | 905                       |
| 0310 Französisch Buchholz      | 12,00       | 21.449                           | 1.787                     |
| 0311 Niederschönhausen         | 6,49        | 32.037                           | 4.936                     |
| 0312 Rosenthal                 | 4,90        | 9.885                            | 2.017                     |
| 0313 Wilhelmsruh               | 1,37        | 8.123                            | 5.929                     |

## Politik

### Distriktsforvaltningen i Pankow
Den daglige politiske ledelse af distriktet varetages af følgende distriktsforvaltere:
| Distriktsforvaltere                  | Parti                 |
| ------------------------------------ | --------------------- |
| Distriktsborgmester Sören Benn       | Die Linke             |
| Vicedistriktsborgmester Vollrad Kuhn | Bündnis 90/Die Grünen |
| Rona Tietje                          | SPD                   |
| Daniel Krüger                        | Partiløs              |
| Torsten Kühne                        | CDU                   |

### Borgerpræsentationen i Pankow
Distriktets lokale borgerrepræsentation har siden distriktsvalget 18. september 2016 haft følgende sammensætning:
| Parti                 | Pladser |
| --------------------- | ------- |
| Die Linke             | 13      |
| Bündnis 90/Die Grünen | 12      |
| SPD                   | 12      |
| AfD                   | 8       |
| CDU                   | 8       |
| FDP                   | 2       |
| I alt                 | 55      |

### Internationale venskabsbyer
- Kołobrzeg, Polen (siden 1994)
- Ashkelon, Israel (siden 1994)